# Isolueshita
L'isolueshita és un mineral de la classe dels òxids, que pertany al subgrup de la perovskita. El seu nom reflecteix el seu hàbit isomètric, el seu isotropisme òptic i una composició similar a la del seu polimorf monoclínic, la lueshita.

## Característiques
L'isolueshita és un òxid de fórmula química NaNbO₃. Cristal·litza en el sistema isomètric. La seva duresa a l'escala de Mohs és 5,5. És un mineral polimorf de la lueshita, la natroniobita i la pauloabibita.
Segons la classificació de Nickel-Strunz, l'isolueshita pertany a «04.CC: Òxids amb relació Metall:Oxigen = 2:3, 3:5, i similars, amb cations de mida mitjana i gran» juntament amb els següents minerals: cromobismita, freudenbergita, grossita, clormayenita, yafsoanita, latrappita, lueshita, natroniobita, perovskita, barioperovskita, lakargiïta, megawita, loparita-(Ce), macedonita, tausonita, crichtonita, davidita-(Ce), davidita-(La), davidita-(Y), landauïta, lindsleyita, loveringita, mathiasita, senaïta, dessauïta-(Y), cleusonita, gramaccioliïta-(Y), diaoyudaoïta, hawthorneïta, hibonita, lindqvistita, magnetoplumbita, plumboferrita, yimengita, haggertyita, nežilovita, batiferrita, barioferrita, jeppeïta, zenzenita i mengxianminita.

## Formació i jaciments
Va ser descoberta a la Mina d'apatita de Kirovskii, una mina situada al mont Kukisvumchorr, al massís de Khibini (óblast de Múrmansk, Rússia). Es tracta de l'únic indret on ha estat trobada aquesta espècie mineral.